# Chiesa di Grundtvig

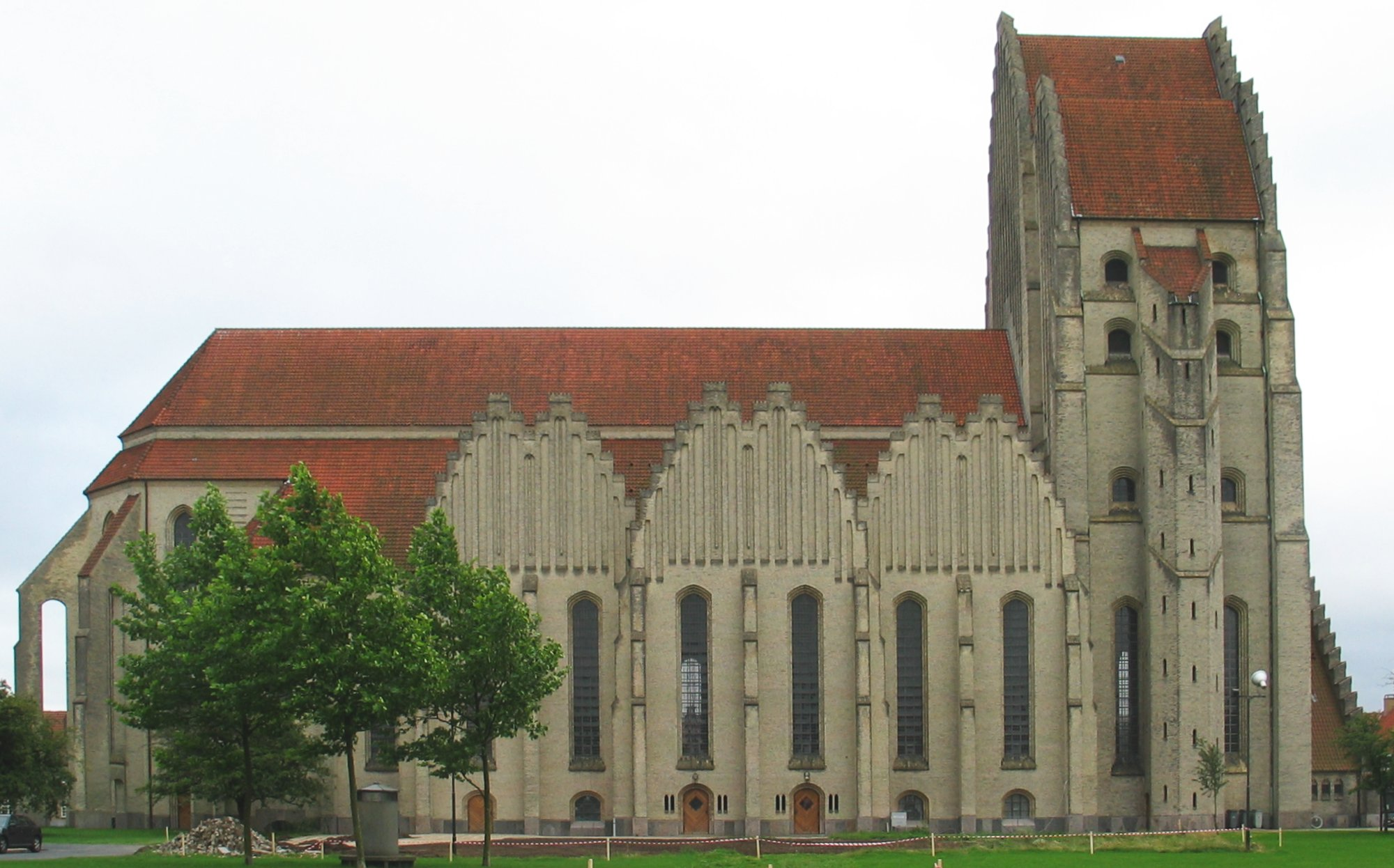
Veduta del fianco nord.

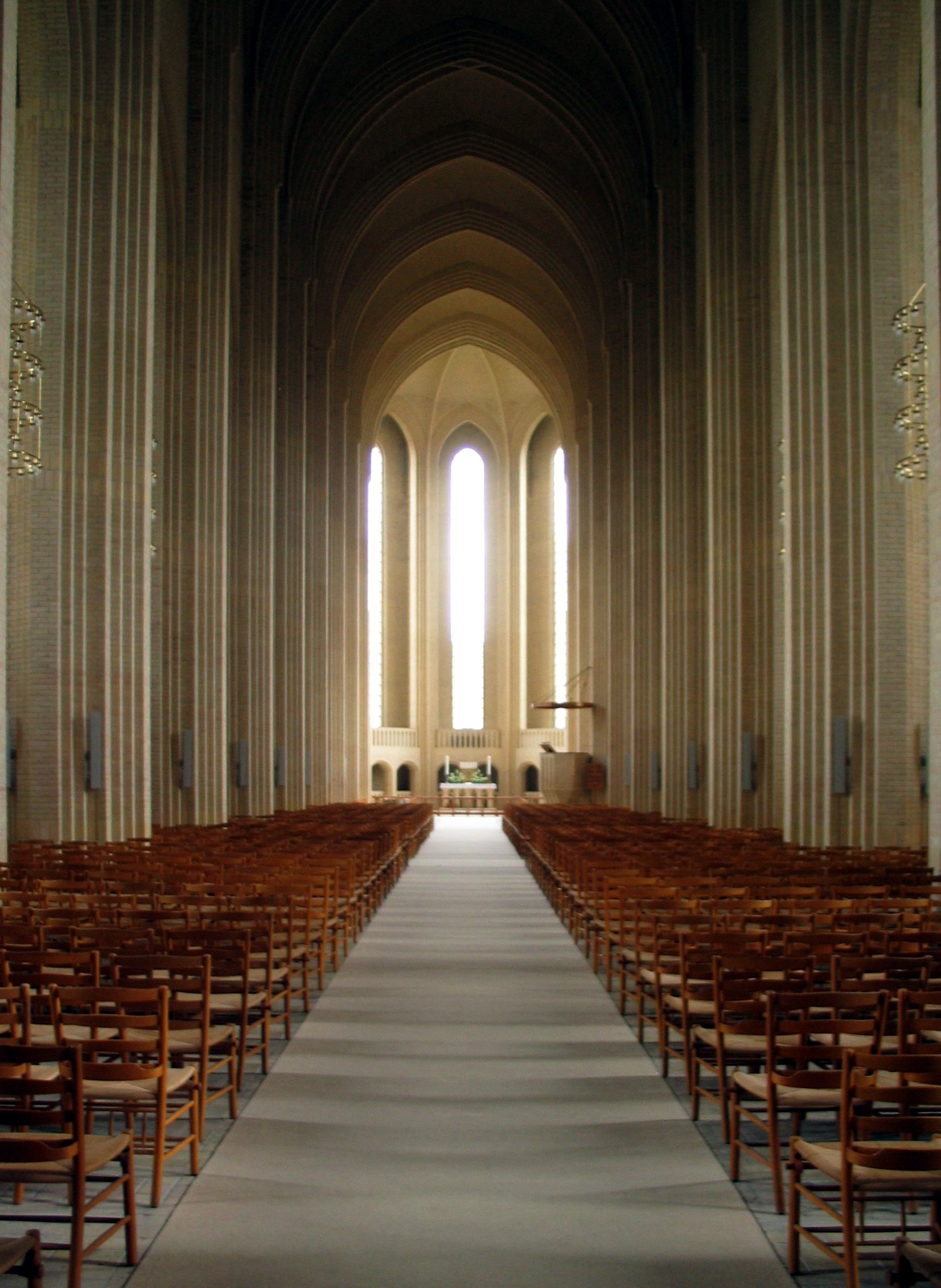
Vista della navata principale dal coro.

La chiesa di Grundtvig, situata nel quartiere di Bispebjerg, a Copenaghen, Danimarca, è, grazie al suo aspetto insolito, uno degli edifici religiosi più noti della città e uno dei pochi esempi di chiesa nel caratteristico stile nordico dell'Espressionismo del mattone.

## La chiesa di Grundtvig
A chi bisognasse affidare l'incarico per la costruzione di una chiesa dedicata al filosofo danese Nicolai Frederik Severin Grundtvig fu deciso attraverso un concorso pubblico vinto da Peder Klint nel 1913. La prima pietra fu collocata l'8 settembre 1921, il cantiere fu considerato chiuso nel 1926, sebbene gli ultimi lavori all'interno e gli edifici annessi siano stati completati nel 1940 da Kaare Klint, figlio del vincitore del concorso.
Peder Klint raggiunse con la chiesa di Grundtvig una sintesi dell'architettura danese. Per il suo progetto l'architetto studiò una quantità di chiese tipiche della Danimarca, ispirandosi alle forme costruttive tradizionali, ai materiali più impiegati e alle decorazioni delle chiese popolari. Klint cercò di fondere le forme geometriche del cosiddetto Espressionismo del mattone (cioè della corrente espressionista tipica della Germania settentrionale, la cui caratteristica più evidente è di utilizzare il tipico mattone delle regioni baltiche che già aveva caratterizzato la grande stagione anseatica del Backsteingotick) con le classiche linee gotiche, a sviluppo arditamente verticale.
La facciata occidentale, che ricorda un Westwerk o un organo, e comprende un campanile alto 49 metri, è senz'altro la struttura più interessante del complesso. Per la decorazione delle fiancate Klint reinterpretò il tipico motivo danese dei timpani con coronamento a scalone, disegnando una inconsueta doppia punta. Le navate sono di notevole ampiezza; la lunghezza totale è di 76 metri, la larghezza totale 35 metri, e le tre navate, concepite ad Hallenkirche (navate laterali alla stessa altezza della centrale) raggiungono l'altezza di 22 metri. L'interno, di forte sapore gotico, può complessivamente ospitare 1.800 persone. La costruzione fu realizzata impiegando circa sei milioni di mattoncini color ocra, un materiale tipico per l'edilizia popolare in Danimarca.
Durante la costruzione fu edificato nei dintorni un quartiere residenziale che doveva inquadrare otticamente e mettere in risalto la costruzione. Attraverso il cimitero del quartiere una larga strada conduce al portale maggiore; l'effetto, grazie alla simmetria degli edifici adiacenti, ricorda un cannocchiale prospettico, espediente tipico del barocco.

### La chiesa oggi
La chiesa è accessibile tutto l'anno ai visitatori, anche al di fuori dell'orario di culto. L'edificio ospita anche concerti, spesso eseguiti al grande organo costruito da Marcussen & Søn nel 1965 e ampliato nel 2014; lo strumento è situato sulla cantoria in controfacciata e dispone di 59 registri su quattro manuali e pedale, per un totale di 4242 canne. Un secondo organo si trova nell'ottava campata della navata di sinistra; opera della medesima ditta costruttrice (che lo realizzò nel 1940), ha 16 registri ed è racchiuso all'interno di una cassa lignea disegnata dal designer Kaare Klint.

## Influssi sull'architettura
A Reykjavík si trova la chiesa di Hallgrímskirkja, realizzata pochi anni dopo la chiesa di Grundtvig, nella quale fu realizzata una sintesi similare di forme gotiche e moderne.